# 斯塔謝瓦
50°46′10″N 29°32′10″E / 50.76944°N 29.53611°E
斯塔謝瓦（烏克蘭語：Стасева），是烏克蘭北部的村莊，隸屬日托米爾州的科羅斯滕區。該村始建於1537年，面積0.32平方公里，海拔高度132米，2001年人口26，人口密度每平方公里81.76人。